# 同舟之情
同舟之情是2013年香港特別行政區政府聯同社會各界舉辦的「家是香港」運動的主題曲，於該年4月底推出，由张学友、陳奕迅主唱，郭偉亮作曲，陳詠謙作詞，張子堅編曲。歌曲延續獅子山下理念（以下簡稱為獅），並直接加插獅的其中一段曲、詞，故獅的作曲者顧嘉煇及作詞者黃霑亦被列於創作團隊。

## 製作
同舟之情由郭偉亮作曲，陳詠謙作詞，張子堅編曲，時長4分24秒，以
拍的B大調創作，每分鐘70拍，由兩代被稱為「歌神」的張學友及陳奕迅合唱（二人同屬香港環球唱片）。
此歌意念來自名曲獅，多句歌詞均由獅的歌詞改編而來，例如歌名「同舟之情」就是來自獅的「既是同舟 在獅子山下且共濟」。副歌直接加插了獅子山下的「人生不免崎嶇 難以絕無掛慮 既是同舟在獅子山下且共濟 拋棄區分求共對」一段，此段起至結尾由一些年青聲音與張學友、陳奕迅合唱，該些年青人來自荃灣區基督教敬拜會。
填詞人陳詠謙接受訪問時，不諱言在當時政治氣氛下，為政府創作宣傳歌曲，會被視為親政府，對此感到壓力，但他認為此歌是為香港人而寫，最終接受作詞邀請。陳詠謙亦勇於在初稿中提及「中港矛盾」的現實，但最終這些語句有些被要求刪除，有些略作潤飾，最後保留下來的版本當為「一家親親到有時矛盾 不必以敵人自居」。

## 收錄
此歌以額外CD單曲形式，被收錄於陳奕迅2013年7月發行的專輯《The Key》，專輯有多首具備思想性與社會性的歌曲，及有著政治意味，其中主旋律當時曾被與同舟之情比較。張學友的專輯則未收錄此歌。

## 派台成績
| 903專業推介 | 新城勁爆流行榜（本地榜） | RTHK中文歌曲龍虎榜 | TVB勁歌金榜 | 全球華語歌曲排行榜 |
| ----------- | ------------------------ | ------------------ | ----------- | ------------------ |
| -           | 2                        | 1                  | 無派台      | 1                  |

## 獎項及提名
| 年份 | 頒獎典禮                   | 獎項             | 結果 |
| ---- | -------------------------- | ---------------- | ---- |
| 2013 | 2013年CASH金帆音樂獎       | CASH最佳歌曲大獎 | 提名 |
| 2014 | 第一屆粵語歌曲排行榜頒獎禮 | 最佳公益歌曲     | 獲獎 |

## 迴響

### 使用
2013年，時任發展局局長林鄭月娥、商務及經濟發展局局長蘇錦樑多次公開演唱此歌。同舟之情還被用為2015年香港賀歲煙花匯演、2015年香港國慶煙花匯演、2017年香港國慶煙花匯演其中一幕的背景音樂。
2017年7月，新任香港特首林鄭月娥於新一屆政府就職致辭時，引用了此歌歌詞「還有天地能前往，還有生命發光，騰躍於鬧市海港，愛在舊城窄巷，誰也經歷過迷惘，人間的波折阻不了盼望，投進每個信任眼光，只須看見有我在旁，為你一直護航」，呼籲社會加強凝聚力。

### 評價
此歌相比以往香港政府的官方活動主題曲，較為大眾接受。
研究流行曲歌詞多年的學者朱耀偉，曾把獅子山下與2007年的政府宣傳歌曲始終有你比較，後來他亦再次在著作中強調，始終有你及同舟之情這類政府宣傳歌曲基於「由上而下」的性質，曲詞無論寫得怎樣好，都難以令人產生共鳴，無法達到「由下而上」的獅子山下的代表性，不能以此「為港人量身訂造文化身份」。
學者黃熙婷從創作者及演唱者出身背景，比較獅子山下（顧嘉煇、黃霑、羅文）與同舟之情（郭偉亮、陳詠謙、張學友、陳奕迅），反映香港人的轉變，如前者全是中國內地出生、在香港紮根拼搏，後者則包含了外國回流、土生土長、反叛的新一代。黃熙婷同樣以「由上而下」「由下而上」去分析歌曲的價值，她認為隨著時代轉變，香港人所面對的大環境與獅子山下創作時期已經截然不同，「由上而下」、利用獅子山下新瓶舊酒的歌已經不適合，更需要的是「由下而上」、符合當代港人身份認同的新歌曲。
同年6月陳奕迅發表歌曲主旋律，隨即出現一篇標題為「陳奕迅以主旋律反擊「家是香港」同舟之情」的網絡樂評，引起爭議，資深樂評人黃志華亦注意到這篇文章。該文認為主旋律（小克作詞）的歌詞是對同舟之情的諷刺和反駁，歌詞「現在 你賜予任務 然後 我受命如奴」是反映陳奕迅需要唱政府宣傳歌曲的無奈。該文亦懷疑同舟之情的曲、詞作者均暗中抒發悲傷之情，例如首句以「灰沉悲傷的音調作入題」，又如歌詞「騰躍於鬧市海港 愛在舊城窄巷」似在描寫「當下表面歌舞昇平但實在情懷已逝的情境」。

## 備註
1. ↑  有報導誤寫作郭偉亮編曲[1]，但根據演唱及製作團隊名單按專輯包裝上所述，張子堅擔任編曲。
2. ↑  演唱及製作團隊名單按專輯包裝上所述。